# コレラの歴史

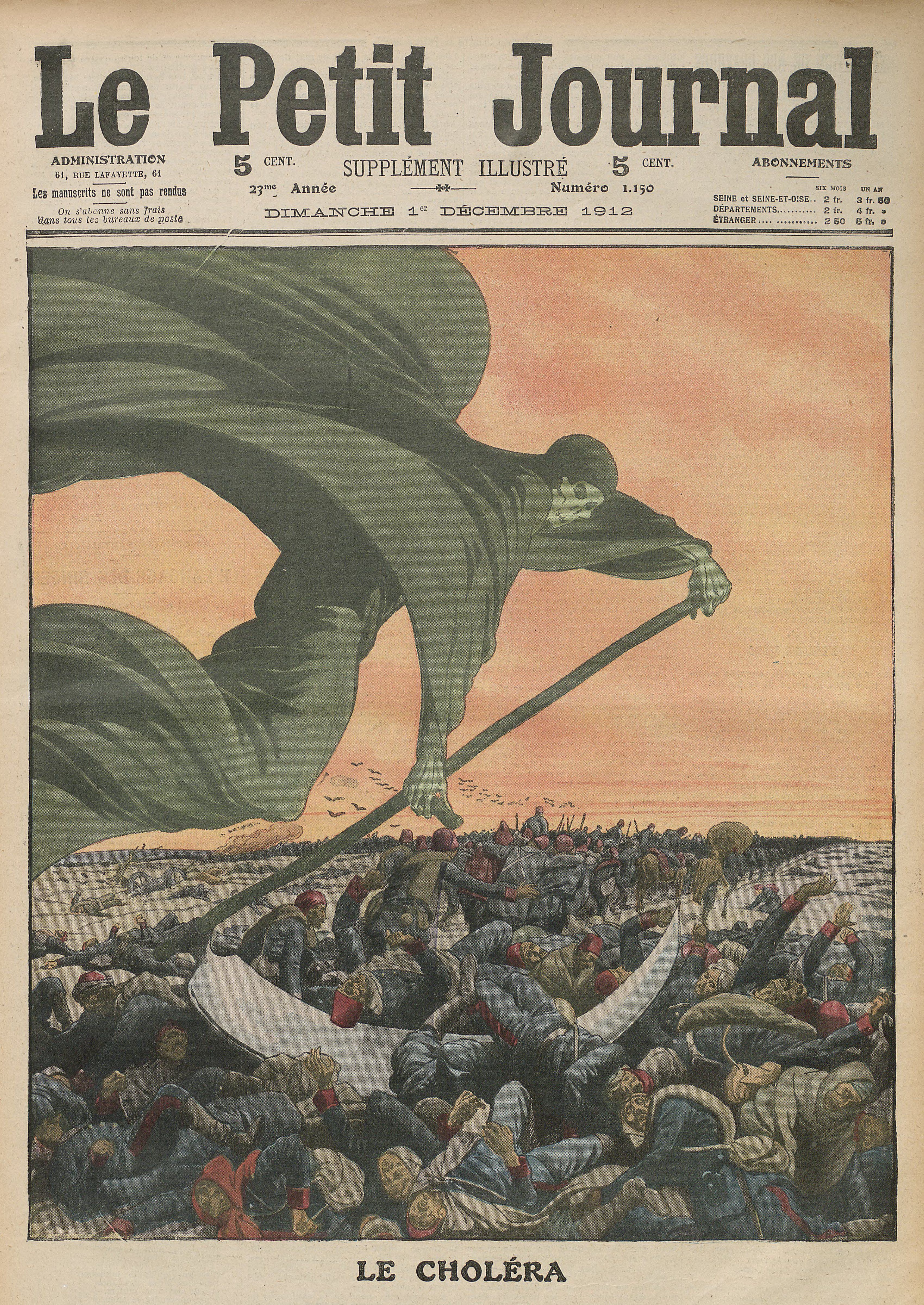
コレラを軍隊をも壊滅させる残忍な死神として描いている。1912年フランスの出版物

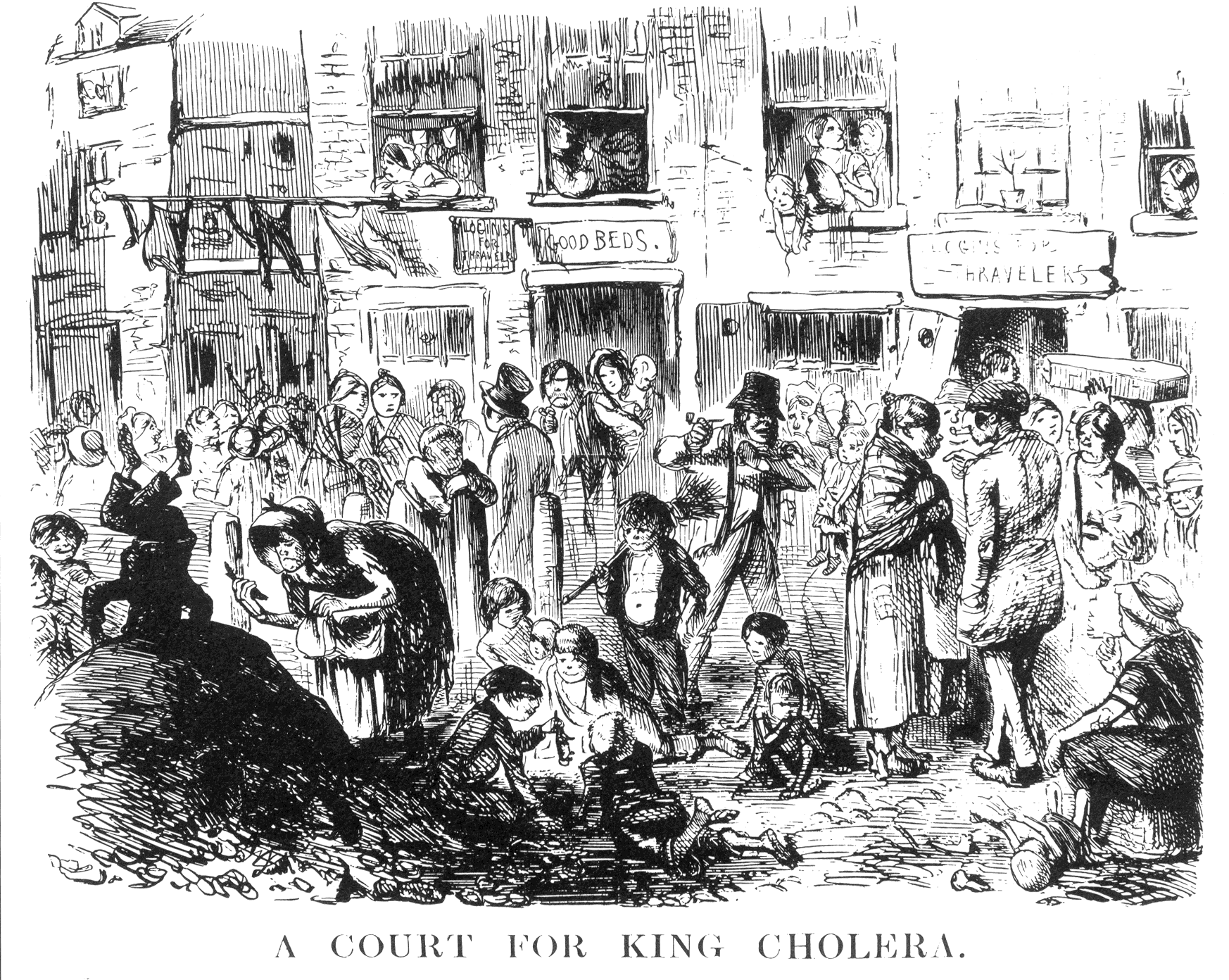
『コレラ王の宮廷』(A Court for King Cholera)　イギリスの雑誌『パンチ』（1852年）の挿絵

コレラの歴史においては、過去200年間に7回のパンデミックが確認されている。最初のパンデミックは1817年にインドで発生した。最近では、南アメリカにて1991-1994年の発生、イエメンでの2016-2020年の発生など、多くのコレラの発生が記録されている。
古典型（アジア型）の世界的大流行は1817年に始まる。
- 第1回 -  1817年、カルカッタに起こった流行は[3]、アジア全域からアフリカに達し、1823年まで続いた[2]。その一部は長崎から侵入し日本にも及んだ[2][4][5]。
- 第2回 - 1826年から1837年までの大流行は、アジア・アフリカのみならずヨーロッパと南北アメリカにも広がり、全世界的規模となった[2]。1831年、ドイツの哲学者ゲオルク・ヴィルヘルム・フリードリヒ・ヘーゲルはコレラ禍のためにベルリンで死去している[2]。また、1832年にパリでコレラが流行した際には、辣腕政治家として知られたカジミル・ペリエ（フランス語版）フランス首相が死亡した。
- 第3回 - 1840年から1860年にかけて発生[2]。
- 第4回 - 1863年から1879年にかけて発生[2]。
- 第5回 - 1881年から1896年にかけて発生[2]。
- 第6回 - 1899年から1923年にかけて発生[2]。
- 第7回 - 1961年から現在(2020年)発生中[2]。

インドにおいては、1817-1860年の間にパンデミックが3回発生し、その死者は1500万人を超えたと推定されている。次の1865-1917年の3回のパンデミックでは、さらに2300万人が死亡した。ロシア帝国でも同時期にコレラが発生し、その死者は200万人を超えた。

## 世界の歴史

### 19世紀

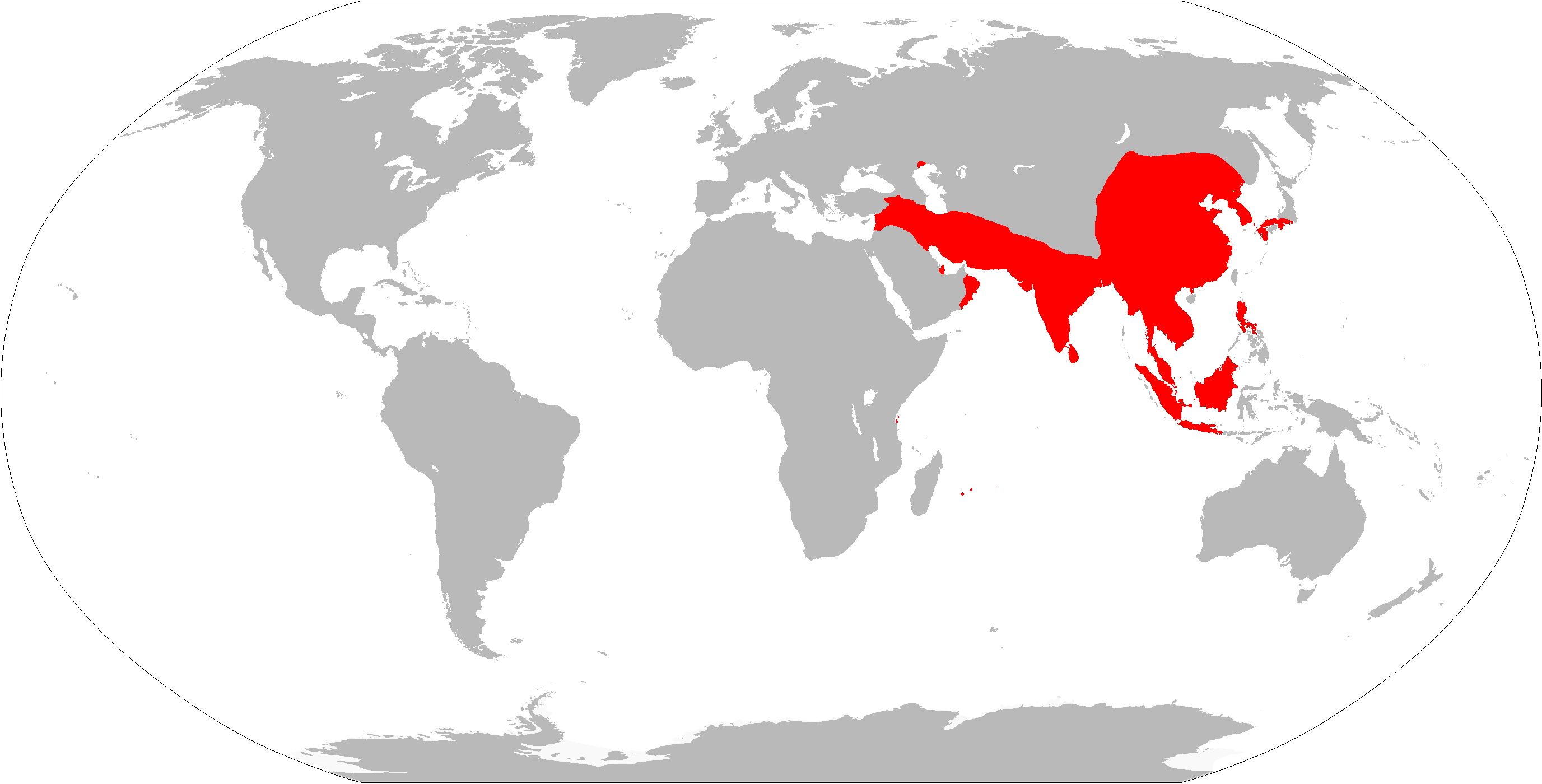
第一のパンデミック（1820年ごろ）

コレラの原発地はガンジス川下流のインドのベンガル地方、およびバングラデシュにかけての地方と考えられる。1817年にカルカッタで起こったコレラの流行はアジア全域とアフリカに達し、1823年まで続いた。その一部は日本にもおよんだ。朝鮮半島経由か琉球経由かは明らかでないが、九州地方から東方向へひろがり東海地方にまでおよんだ。このときは箱根より東には感染せず、江戸での被害はなかった。

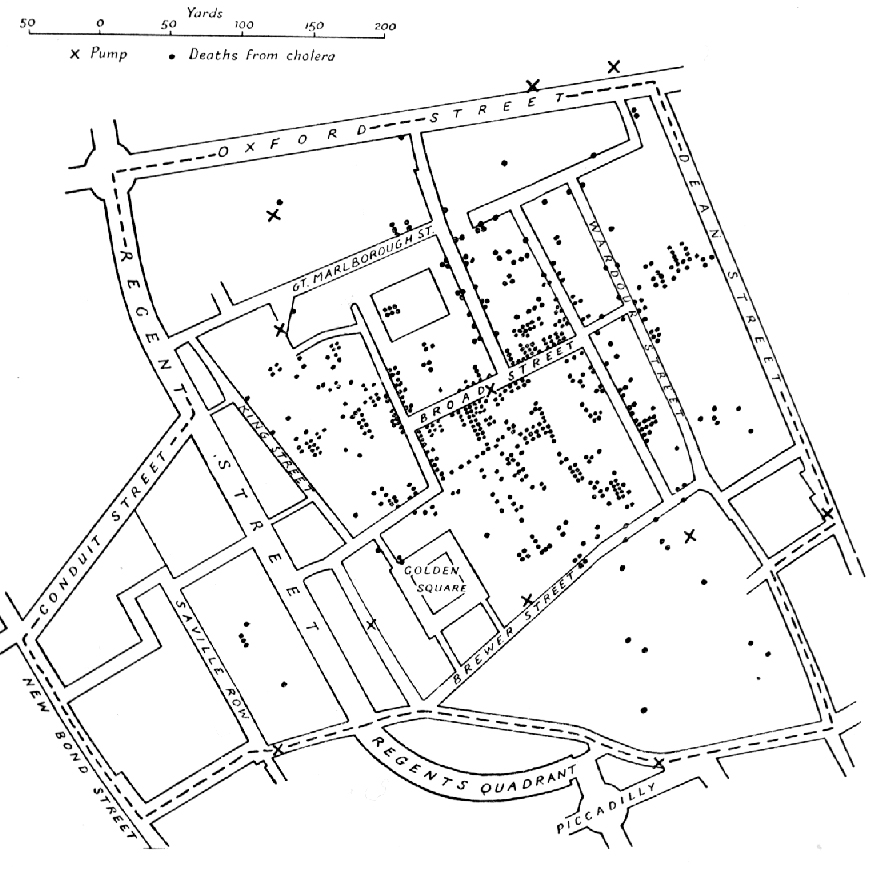
ジョン・スノウの調査結果
----
コレラによる死者（黒点）の分布から規則的なパターンが読み取れる。スノウはコレラの原因がブロード街の中央にある手押し式の井戸であると判断した。最終的には、手押し井戸のポンプのレバーを取り外すことでコレラが収束した。後年の調査によると、肥料に用いるために備え付けられていた汚水溜めに1854年8月末の最初の患者の糞便が混入したこと、汚水溜めと問題の井戸が90センチメートルしか離れていなかったことが判明した。

1826年から1837年までの大流行は、アジア・アフリカのみならずヨーロッパと南北アメリカにも広がり、全世界的規模となった。以降、1840年から1860年、1863年から1879年、1881年から1896年、1899年から1923年と、計6回にわたるアジア型コレラの大流行があった。

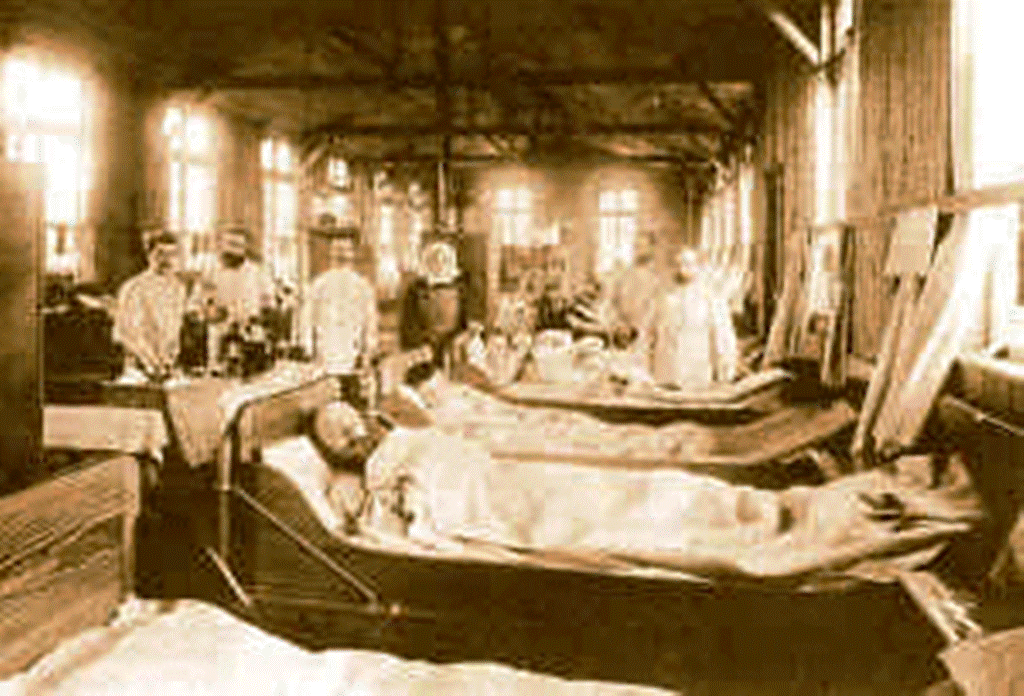
コレラ病棟（1892年 ハンブルク）

この大流行の背景には、産業革命によって蒸気機関車、蒸気船など交通手段が格段に進歩し、また、インドの植民地化をはじめ世界諸地域が経済的、政治的にたがいに深く結びつけられたことがある。とはいえ、これほど短期間のうちに「風土病」から「パンデミー（世界的流行病）」へと一挙に広がって人類共通の病気となった例はめずらしい。
1831年、ドイツの哲学者ゲオルク・ヴィルヘルム・フリードリヒ・ヘーゲルはコレラ禍のためにベルリンで死去しており、1832年にパリでコレラが流行した際には、辣腕政治家として知られたカジミル・ペリエフランス首相が死亡した。このとき、パリでは毎日数百人もの人びとが罹病し、1,000人を越える患者が出る日もあった。死亡率も高く、1日で800人もの人が命を失うこともあったという。
1854年には、イギリスでブロード・ストリートのコレラの大発生が発生。ジョン・スノウは患者の発生地点を調査し、これが汚染された水道水が供給されているエリアに集中していることを突き止めた。
しかし1884年にはドイツの細菌学者ロベルト・コッホによってコレラ菌が発見された後、医学の発展、防疫体制の強化などにより、1924年以降はコレラの世界的流行は起こらなくなった。 
一方、アジア南部ではコレラが常在し、なお流行が繰り返され、中国では1909年、1919年、1932年と大流行があり、またインドでは1950年代まで持ち越し、いずれも万人単位の死者を出すほどであった。

### 20世紀以降

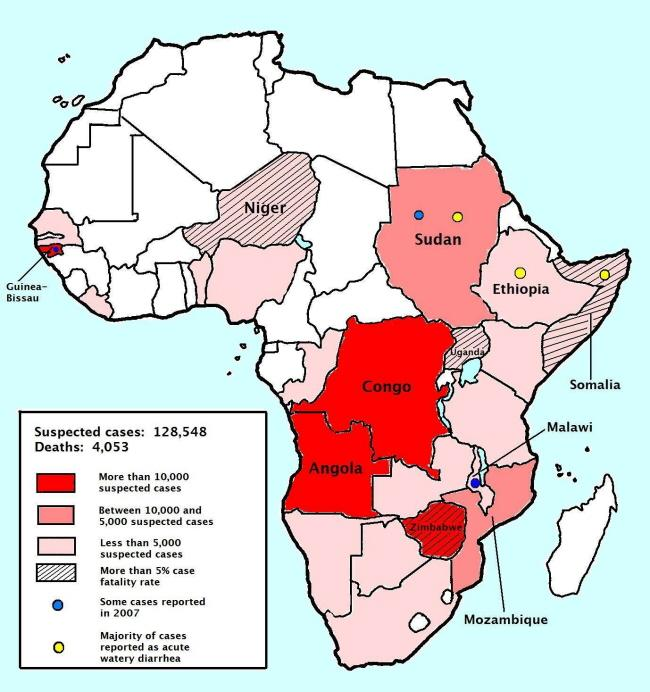
2009年2月、アフリカでのコレラ流行

エルトール型コレラは1906年にシナイ半島（エジプト）のエルトールで発見された。この流行は1961年から始まり、インドネシアを発端に、発展途上国を中心に世界的な広がりをみせており、1991年には南米のペルーで大流行が発生したほか。先進諸国でも散発的な発生がみられた。1977年、日本でも、和歌山県下で感染経路不明のエルトール型の集団発生が生じた。また、1992年に発見されたO139菌はインドとバングラデシュで流行している。なお、2007年1月初め、コンゴ共和国の首都ブラザビルから500キロメートル離れた石油積出港ポアンノアーレにおいて、コレラの発生が確認された。
また、2008年から2009年にはジンバブエで流行した（2008年ジンバブエのコレラ発生）。1992年に発見されたO139菌はインドとバングラデシュで流行しているが、世界規模の拡大は阻止されている。
ハイチでは、ハイチ地震 (2010年)以降、突然、コレラが流行して1万人以上が死亡した (ハイチのコレラ流行)。2016年12月1日、国際連合は地震後に支援にあたっていたネパールの平和維持活動部隊がコレラを持ち込んだことを認め謝罪した。
2017年、モザンビークでは、3年連続でコレラの流行が深刻なものとなった。2017年1月から3月の間に1,222人が感染、2人が死亡している。また同2017年、イエメンでは、政権側とイスラム教シーア派武装組織のフーシによる内乱が長期化し、国内の衛生状態が極端に悪化。国際連合児童基金への報告によればコレラの流行が深刻化し、同年5月前後の1カ月間に約7万件の感染、うち600人近くが死亡している。

## 日本の歴史

### 江戸時代
鎖国中の日本にも、コレラの第一回パンデミックは到達した。1822年（文政5年）に対馬、下関を経由して大阪・京都まで到達し、「三日コロリ」と呼ばれた。この時の患者・死者数は十数万人と推計されている。この流行以前にジャワでもコレラの流行があり、この年のはじめに江戸を訪れていたオランダ商館長ブロンホフによって蘭学者桂川甫賢と宇田川玄真にコレラの情報は伝えられていたが、このときのコレラは江戸に到達することはなかった。

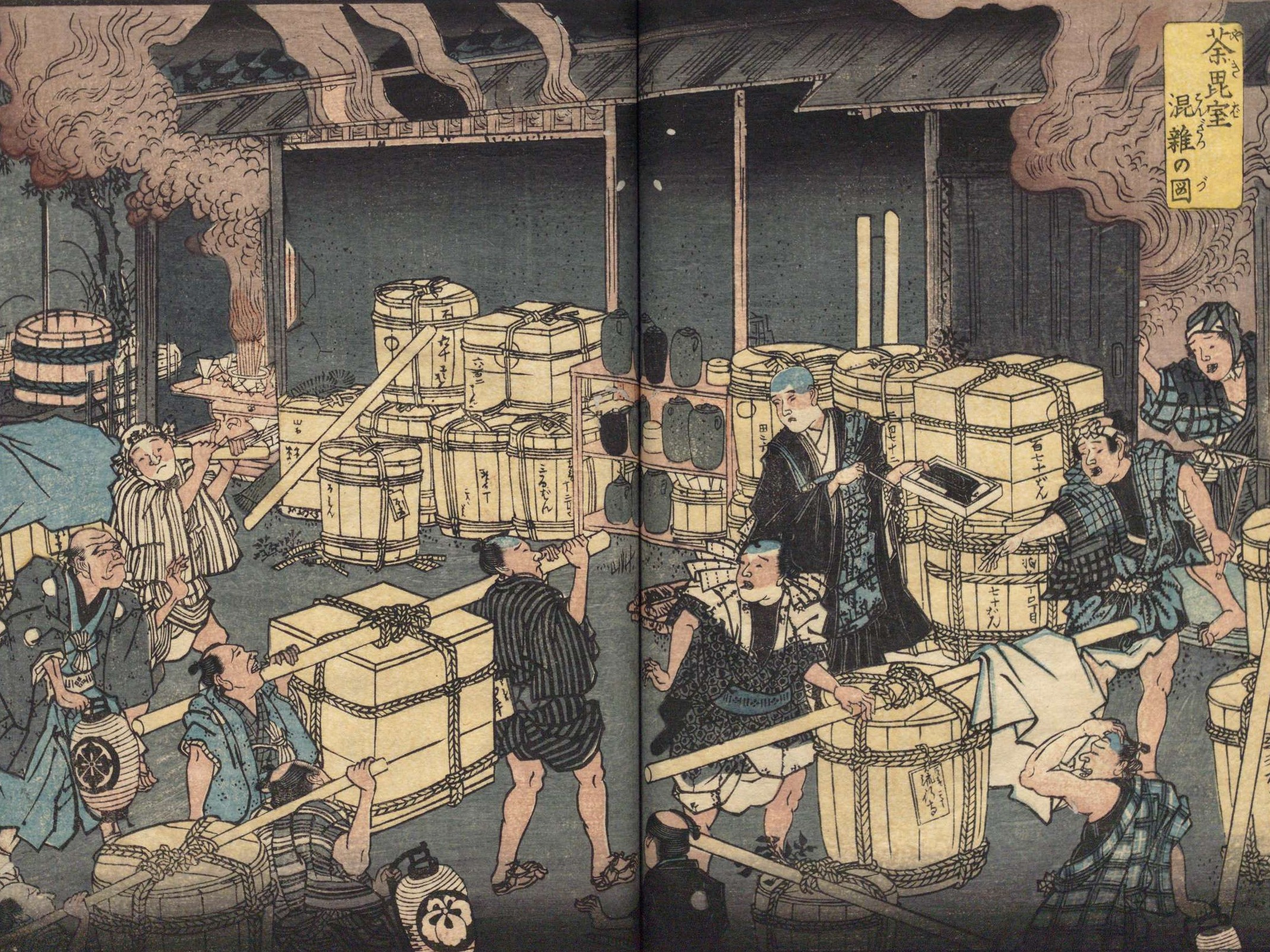
安政5年（1858年）のコレラ大流行による死者の棺桶で混雑する火葬場。『安政箇労痢流行記概略』。

日本では2回目の世界的流行時には波及を免れたが、3回目の流行は日本におよび、安政五カ国条約が結ばれた1858年から3年にわたって全国を席巻する大流行、安政コレラとなった。当時の風聞記録によると、安政コレラの犠牲者は、江戸だけで12万3309人とも、28万人から30万人に及んだともいわれる。安政5年5月21日（1858年7月1日）、上海から長崎港に入港したアメリカ船ミシシッピ号の船員がコレラに感染しており、6月2日に20人から30人のコレラ患者が発生した。このときの流行は長崎からはじまり、江戸で大流行して箱館にも広がった。手当としては、芳香酸と芥子泥（からしでい）を用いるのがよいとされた。文久2年（1862年）には、残留していたコレラ菌により再び大流行し、56万人の患者が出て、江戸では7万3000人が死亡した。長崎でコレラの治療・予防に取り組んだオランダ海軍軍医ポンペは『日本滞在五年回想録』中で、日本人がコレラ大流行の原因を開国にあると考え、ときに外国人を敵視するようになったと記録しており、安政のコレラ大流行は攘夷運動を刺激することとなった。
この時期の大阪では、道修町の薬問屋がトラの骨を使った薬を販売したり、同町の少彦名神社で「神農の虎」の張り子が授与された。また土佐国では玄関にヤツデを吊るしたり、季節外れに五月節句の幟や門松を飾るなど、人心の不安から民間信仰が全国規模で盛んになった。
以後、明治に入っても2、3年間隔で万人単位の患者を出す流行が続き、1879年、1886年には死者が10万人台を数えた。このうち、1879年の流行については、それに先だつ1877年から78年にかけてコレラの流行があったため、1878年8月、各国官吏・医師も含めて共同会議で検疫規則をつくったものの、駐日英国公使のハリー・パークスが、日本在住イギリス人はこの規則にしたがう必要なしと主張しており、翌79年の初夏にコレラが再び清国から九州地方に伝わり、阪神地方など西日本で大流行したものであり、この年、これに関連してヘスペリア号事件が起こっている。
ヘスペリア号事件とは、西日本でのコレラ大流行を受けた日本当局が、1879年7月、ドイツ汽船ヘスペリア号に対し検疫停船仮規則によって検疫を要求したところ、ドイツ船はそれを無視して出航、砲艦の護衛のもと横浜港への入港を強行したという事件であり、このためコレラは関東地方でも流行して、この年だけで10万9000人の死者が出たというものである。この事件は、国民のあいだに、不平等条約を改正して領事裁判権を撤廃しなければ国家の威信は保たれず、国民の安全や生命も守ることができないという認識を広める契機となり、条約改正要求の高まりをもたらした原因のひとつとなった。日本がようやく海港検疫権を獲得するのは、1894年に陸奥宗光外相下でむすばれた日英通商航海条約などの改正条約が発効した1899年のことである。
なお、日本では、最初に発生した「文政コレラ」のときには明確な名前がつけられておらず、他の疫病との区別は不明瞭だったが、流行の晩期にはオランダ商人から「コレラ」という病名であることが伝えられ、それが転訛した「コロリ」や、「虎列刺」「虎狼狸」などの当て字が広まっていった。それまでの疫病とは違う高い死亡率、激しい症状から、「鉄砲」「見急」「三日コロリ」などとも呼ばれた。

### 明治以降
1873年（明治6年）、明治政府は各国公使と協議の上で日本初の検疫規則「暴瀉（ぼうしゃ）病予防規則」を制定したものの公布されなかった。

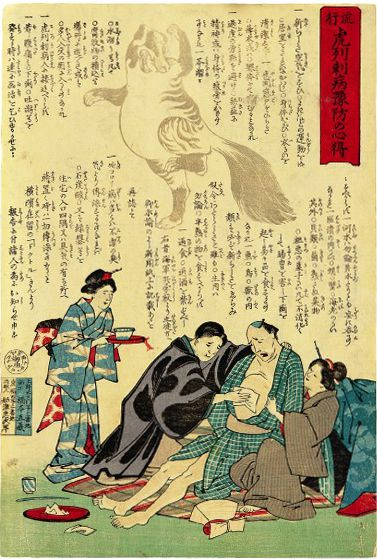
流行虎列刺病予防の心得 明治10年（1877年）

1877年（明治10年）には神奈川、神戸、長崎などでコレラが発生し大流行となった（死者13,816人、患者8,027人）。同年、船舶での検疫と地方での一般的な予防法を定めた「虎列剌（コレラ）病予防法心得」が公布されている。なお、当時の神奈川県令（知事）が横浜在住の欧米人たちからの手洗いの普及の要請を無視した結果、防げたはずの大流行を許してしまうという事案も発生している。また、地方では過去に例の無い予防策と隔離の政策を受け入れようとしない人々による暴動や医師の殺害が多発することになった。
1879年（明治12年）には愛媛県でコレラが発生して各地で大流行となった（死者105,786人、患者12,637人）。
同年、日本初の統一的な検疫規則「海港虎列剌（コレラ）病伝染病予防規則」が公布された。なお、1959年に「海港虎列剌（コレラ）病伝染病予防規則」が公布された7月14日は検疫記念日となった。
その後も各地でコレラが流行した。
- 1882年（明治15年）、神奈川県で発生したコレラが関東地方から東北地方にかけて大流行（死者33,784人、患者51,631人）[4][5]。
- 1885年（明治18年）、長崎県からコレラが侵入し大流行（死者9,329人、患者13,824人）[5]。
- 1886年（明治19年）、各地で大流行（死者9,329人、患者155,923人）[5]。
- 1890年（明治23年）、長崎県からコレラが侵入し大流行（死者35,227人、患者46,019人）[4][5]。日本に寄港していたオスマン帝国の軍艦・エルトゥールル号の海軍乗員の多くがコレラに見舞われた[5]。
- 1895年（明治28年）、広島県からコレラが侵入し大流行（死者40,154人、患者55,144人）[4][5]。

1897年（明治30年）には伝染病予防法が公布され、1899年（明治32年）には海港検疫法が公布された。
1902年（明治35年）、コレラが大流行（死者8,012人、患者12,891人）。
1920年（大正9年）に神戸市から発生したコレラが流行したのを最後に日本での大流行は収まった（死者3,417人、患者4,969人）。
1922年（大正11年）の海港検疫法施行規則の一部改正で「虎列剌」の表記は「コレラ」に改められた。

### 戦後
第二次世界大戦後の1946年（昭和21年）には引揚検疫に対する一般検疫規則が公布された。各地から日本軍復員兵や引揚者の帰国が始まるとコレラも持ち込まれることがあり多数の死者を出した。流行期には罹患者へ危害を加えたり、流言飛語が流布するなどの混乱も見られた。コレラ患者が出ると、検疫のために40日間沖に留め置かれる。この船を俗に「コレラ船」と呼び、これは当時の俳句で夏の季語にもなるほどで、1960年代頃まで使われていた。
1970年代後半には日本国内で集団発生が起きた。
- 1977年（昭和52年）には、和歌山県下で感染経路不明のエルトール型の集団発生があった[27]。
- 1978年（昭和53年）には輸入生鮮魚介類が原因とされる1都9県に及ぶ集団発生が起きた（患者・保菌者49人、池之端コレラ事件）[4][5]。1978年には他地域でもコレラ患者が19人に及んだ[5]。
- 1979年（昭和54年）には千葉県市川市の真間川からコレラ菌が検出されたほか各地で患者・保菌者が発見された[5]。

以後も海外渡航歴のない人の国内感染事例が年間数事例から十事例報告されているが、これらの中には、コレラ毒素（CT）産生Vibrio cholerae O1汚染食品からの感染とされた事例がある。
2001年（平成13年）6月～7月に、東京都の隅田川周辺に居住し、日常の煮炊きを始め、生活用水として公園の身体障害者用トイレの水を利用し、隅田川で採れた亀を数人で調理して食用としていた路上生活者2名がコレラを発病し、2006年6月にも、路上生活者1名がコレラを発病した。いずれも感染経路は明確でない。
2007年（平成19年）6月1日から施行された改正感染症法では三類感染症となった。この変更に伴って、黄熱などとともに検疫法の対象病原体から除外され、空港・港湾検疫所では、病原コレラの検出そのものが行われなくなった。コレラ菌の感染症の統計は、医師（医療機関）のみに公開されている。